# Rzeżączkowe zapalenie stawów
Rzeżączkowe zapalenie stawów (łac. arthritis gonorrhoica, ang. gonococcal arthritis) – zapalenie wielostawowe wywołane zakażeniem dwoinką rzeżączki, występujące u chorych na rzeżączkę, często przebiegające ze współistniejącymi zmianami skórnymi i zapaleniem pochewek ścięgnistych. Najczęstsza postać septycznego zapalenia stawów u aktywnych seksualnie młodych dorosłych.
Szacuje się, że rocznie około 200 milionów ludzi choruje na rzeżączkę, z tego u 0,5 do 3% nieleczonych rozwija się zapalenie stawów.
Rzeżączkowe zapalenie stawów jest zaliczane do reaktywnych zapaleń stawów nabytych drogą płciową (ang. sexually acquired reactive arthritis – SARA).

## Objawy kliniczne
Objawy zapalenia stawów rozwijają się od dnia do kilku tygodni po zakażeniu dwoinką rzeżączki. U około 40% chorych rozwijają się objawy zapalenia jednego stawu, około 60% prezentuje klasyczną triadę objawów z objawami zapalenia wielostawowego, zmian skórnych i zapalenia pochewek ścięgnistych. Typową zmianą skórną jest grudka lub krosta zlokalizowana na zaczerwienionym podłożu. Zmiany najczęściej występują na tułowiu, kończynach i obejmują wewnętrzną powierzchnię dłoni i podeszwową stóp.
Objawy zapalne obejmują najczęściej staw kolanowy, staw skokowy i staw nadgarstkowy, a także pochewki ścięgien towarzyszących tym stawom.

## Diagnostyka
W badaniach dodatkowych stwierdza podwyższone miano wskaźników zapalnych, występuje przyspieszony OB, podwyższone stężenie CRP i liczba leukocytów, w rozmazie krwi stwierdza się zwiększony odsetek granulocytów obojętnochłonnych. Badanie radiologiczne stawów nie wykazuje zmian poza obrzękiem tkanek miękkich. U chorych z podejrzeniem rzeżączkowego zapalenia stawów należy wykonać posiewy krwi, płynu stawowego oraz wykonać wymazy z cewki moczowej, szyjki macicy, odbytu i gardła. Należy także przeprowadzić diagnostykę w kierunku zakażenia Chlamydia trachomatis, gdyż oba zakażenia współistnieją w 50%.

## Leczenie
Leczeniem z wyboru jest stosowanie pozajelitowe ceftriaksonu w dawce 1–2 g/24g do czasu ustąpienia objawów klinicznych (ze względu na oporność na penicyliny). Następnie stosuje się doustnie przez okres 7–10 dni cefuroksym w dawce 2x 500 mg. Kobiety w ciąży powinny być leczone amoksycyliną w dawce 3x 500 mg lub erytromycyną w dawce 4x 500 mg. O zakończeniu podawania antybiotyków powinno decydować uzyskanie, drogą punkcji stawu, jałowego płynu stawowego. W celu zwalczania bólu stawu stosuje się niesteroidowe leki przeciwzapalne.
Konieczne jest także leczenie partnera seksualnego, z którym chory odbywał stosunki seksualne w przeciągu 30 dni przed wystąpieniem objawów choroby. Z uwagi na częste występowanie u osób podejmujących ryzykowne kontakty seksualne, warto również przeprowadzić diagnostykę w kierunku kiły i AIDS.